# Исакин, Валерий Иванович
Валерий Иванович Исакин (род. 12 июля 1933 года) — советский и российский тренер по лёгкой атлетике. Заслуженный тренер РСФСР.

## Биография
Родился 12 июля 1933 года.
Работал в коллективе физкультуры Алапаевского металлургического завода. Затем перешёл в детскую спортивную школу спортивного клуба «Уралмаш» в Свердловске. В 1970-е годы переехал на постоянное место жительства в Ставропольский край. Специализируется на подготовке прыгунов с шестом.
Среди его воспитанников:
- Юрий Исаков — бронзовый призёр чемпионата Европы 1974 года и чемпионата Европы в помещении 1971 года[2],
- Юрий Ханафин — двукратный чемпион СССР в помещении (1968, 1971)[3],
- Антон Ивакин — чемпион мира среди юниоров 2010 года, чемпион Европы среди молодёжи 2013 года, чемпион России в помещении 2013 года[4],
- Леонид Кивалов — чемпион Европы среди юниоров 2007 года, бронзовый призёр чемпионата мира среди юниоров 2006 года, экс-рекордсмен мира среди юниоров[5][6][7][8],
- Дмитрий Желябин — серебряный призёр чемпионата Европы среди юниоров 2009 года, бронзовый призёр чемпионата Европы среди молодёжи 2011 года.

В настоящее время Валерий Иванович вместе с сыном тренирует прыгунов с шестом Дениса Бердникова и Татьяну Куралесову.

### Семья
Женат, есть сын — Олег (род. 1960), который также работает тренером по лёгкой атлетике.